# Can Martí del Mas Roig
Can Martí del Mas Roig o simplement Can Martí és un edifici eclèctic del municipi de Sant Pere de Ribes (Garraf) protegit com a bé cultural d'interès local.

## Descripció
Edifici aïllat, envoltat de tanca perimetral i format per planta baixa, dos pisos, coberta de teula i torratxa superior. La planta de grans dimensions, és gairebé quadrada. Les façanes són de composició simètrica, amb baluards als angles. La façana principal té a la planta baixa, tres obertures d'arc de mig punt i al primer pis hi ha centrada, una finestra geminada d'obertures d'arc de mig punt, emmarcada per motllures que simulen pilastres d'inspiració clàssica i amb elements decoratius a la part superior. Als costats hi ha finestres d'arc carpanell, emmarcades també per pilastres i coronades per un frontó triangular. Totes les obertures d'aquest pis tenen baranes. Al pis superior, les finestres són molt senzilles, d'arc de mig punt la central i d'arc carpanell les laterals. La façana es corona amb barana sinuosa on apareix centrada, la data del 1870, a més d'un rellotge de sol i un petit campanar superior de ferro.

## Història
L'actual edifici de Can Martí, també conegut amb el nom de "El Mas Roig", va ser construït durant la segona meitat del segle xix, segons les inscripcions que hi figuren a la porta de la tanca lateral (1868), i al coronament de la façana principal (1870). Amb tot la masia té uns origen més antics i fou habitada, primer per la família Roig i posteriorment pels Martí. Els primers estaven emparentats
amb els Roig de la masia de la Serra. Els Martí apareixen documentats a partir del 1551. Entre les dues famílies donarien el nom compost a la masia a partir del segle xvi. El 1865 l'americano Pau Soler i Morell comprà la masia antiga, amb els diners fets a les Amèriques i procedí a donar-li la forma i estructura actual. En aquests temps la masia també fou coneguda com a Can Girabals per ser Soler descendent dels Girabals, a Canyelles. Després de la Guerra Civil la masia passà a propietat de Josep Antoni Giró i Puig, motiu pel qual fou coneguda com a Mas Giró. A finals de la dècada de 1980 fou comprada per Antoni Albà Romeu, el qual hi traslladà la seva ganaderia de cavalls.